# 멜러니 스탠스버리
멜러니 앤 스탠스버리(Melanie Ann Stansbury, 1979년 1월 31일 ~ )는 미국의 정치인이다.

## 학력
- 세인트 메리스 칼리지 오브 캘리포니아 인문사회 학사
- 코넬 대학교 과학 석사

## 경력
- 2019.01 ~ 2021.06 제54·55대 뉴멕시코 제28선거구 하원의원
- 2021.06 ~ 제117~대 미국 뉴멕시코 제1선거구 연방하원의원

## 역대 선거 결과
| 선거명        | 직책명                         | 대수  | 정당   | 득표율 | 득표수    | 결과 | 당락                     |
| ------------- | ------------------------------ | ----- | ------ | ------ | --------- | ---- | ------------------------ |
| 2018년 선거   | 하원의원 (뉴멕시코 제28선거구) | 54대  | 민주당 | 53.69% | 7,335표   | 1위  | 뉴멕시코 주의원 당선     |
| 2020년 선거   | 하원의원 (뉴멕시코 제28선거구) | 55대  | 민주당 | 52.59% | 8,908표   | 1위  | 뉴멕시코 주의원 당선     |
| 2021년 재선거 | 하원의원 (뉴멕시코 제1선거구)  | 117대 | 민주당 | 60.36% | 79,838표  | 1위  | 뉴멕시코주 하원의원 당선 |
| 2022년 선거   | 하원의원 (뉴멕시코 제1선거구)  | 118대 | 민주당 | 55.75% | 156,462표 | 1위  | 뉴멕시코주 하원의원 당선 |
| 2024년 선거   | 하원의원 (뉴멕시코 제1선거구)  | 119대 | 민주당 | 56.37% | 193,203표 | 1위  | 뉴멕시코주 하원의원 당선 |